# 宮金傑
宮 金傑（ぐう きんけつ、ゴン・チンチー、ラテン文字翻記:Gong Jinjie、1986年11月12日 - ）は、中華人民共和国、吉林省東豊出身の女子自転車競技（トラックレース）選手。簡体字表記は、宫 金杰。

## 経歴
2006年
- アジア競技大会・スプリント 2位

2008年
- トラックレース世界選手権
  - チームスプリント 2位（+ 鄭璐璐）
- UCIトラックワールドカップ2007-2008
  - コペンハーゲン大会・500mTT 優勝
- アジア選手権
  - 500mTT 優勝
  - スプリント 2位

2009年
- アジア選手権
  - 500mTT 優勝
  - チームスプリント 優勝
  - スプリント 2位

2010年
- トラックレース世界選手権
  - チームスプリント 2位（+ 林俊紅）
- UCIトラックワールドカップ2009-2010
  - 北京大会・チームスプリント 優勝（+ 林俊紅）
- アジア選手権
  - チームスプリント 優勝（+ 林俊紅）
  - スプリント 2位
- UCIトラックワールドカップ2010-2011
  - メルボルン大会・チームスプリント 優勝（+ 郭爽）

2011年
- UCIトラックワールドカップ2010-2011
  - 北京大会・チームスプリント 優勝（+ 林俊紅）
- アジア選手権
  - チームスプリント 優勝（+ 林俊紅）
  - ケイリン 3位
- トラックレース世界選手権
  - チームスプリント 3位
- ユニバーシアード
  - 500mTT 優勝

2012年
- トラックレース世界選手権
  - チームスプリント 3位
- ロンドン五輪・チームスプリントでは、郭爽とのペアで挑んだ。予選では32秒447、1回戦では32秒422と、いずれも世界新記録をマーク。決勝で対戦したドイツにも先着してゴールしたが、後に、第2走の宮が、退避途中である第1走の郭爽を先に追抜いたとみなされたため[1]、2位に降格となってしまった。

2013年
- UCIトラックワールドカップ2012-2013・アグアスカリエンテス スプリント 優勝
- トラックレース世界選手権
  - チームスプリント 2位
  - ケイリン 2位